# Kraftsdorf
Kraftsdorf är en kommun och ort i mellersta Tyskland, belägen i Landkreis Greiz i förbundslandet Thüringen, 12 km väster om staden Gera och omkring 70 km söder om Leipzig.  De viktigaste näringarna i kommunen är lantbruk och livsmedelsindustri, särskilt framställning av korv och andra köttvaror, samt solenergi, med Thüringens största solkraftanläggning.